# 關山大崩壁

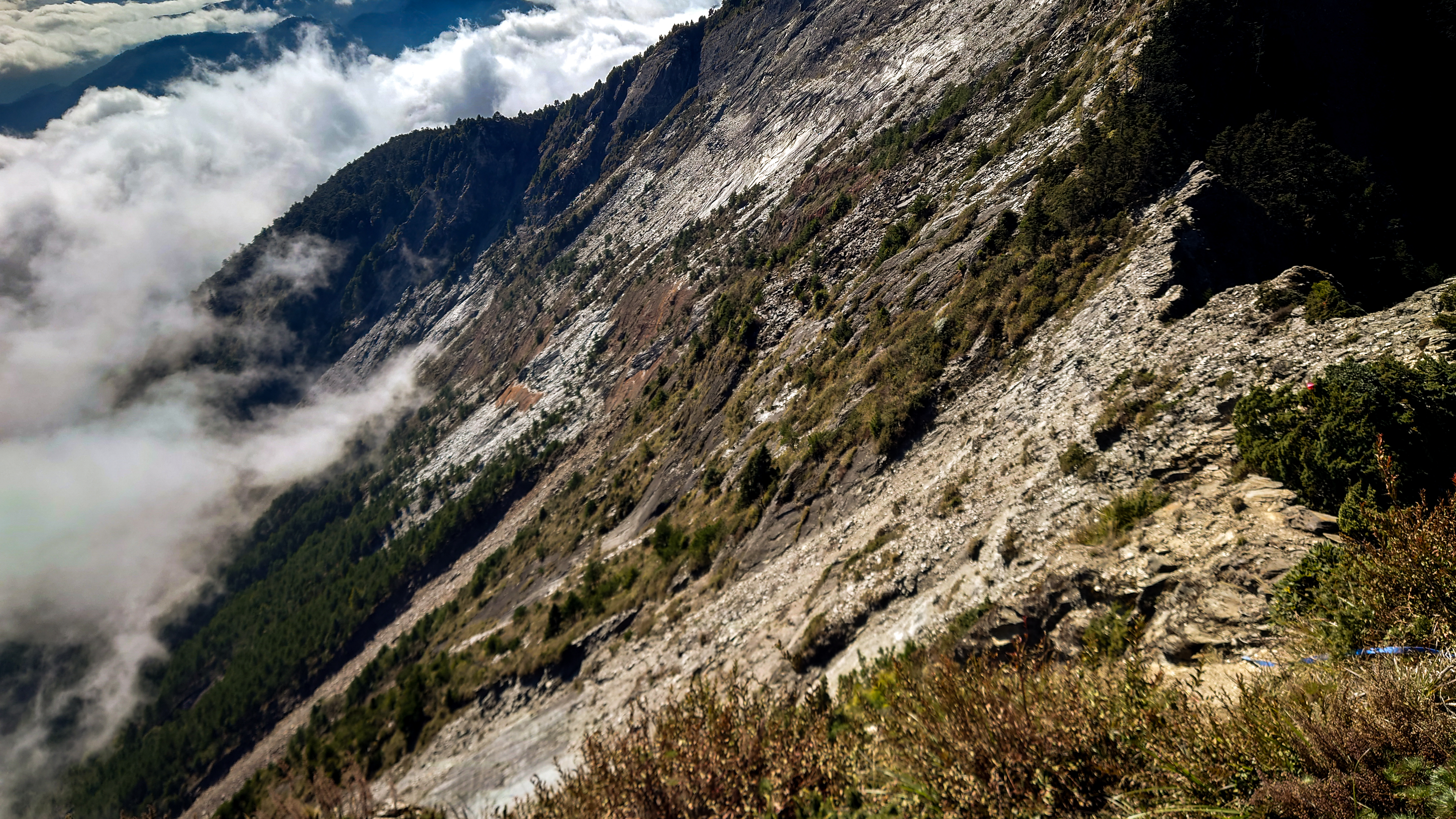
塔關山往南近看關山大斷崖

關山大崩壁，又作關山大斷崖，是臺灣中央山脈主脊南段，關山東北側的大斷崖。廣義的關山大斷崖北起關山埡口，南至關山之前的主稜往庫哈諾辛山支稜海拔3448公尺的三叉峰，崩壁的核心頂端以海拔3306公尺的鷹子嘴山–塔關山直落到2600公尺的南部橫貫公路，:下冊282-287位於台東縣海端鄉利稻村，崩壁頂端已越過主脊高雄市桃源區梅山里邊界。沿路因崩壁規模較大下方的公路落石不斷，地質脆落因此底下的道路稱為台20線臨105便道，也因為地質脆落的關係原本只花4年建造的南部橫貫公路因為一場莫拉克風災而耗費了13年才再次通車。關山大崩壁由北至南連接關山嶺山、塔關山、恐龍尖山、鷹子嘴山等幾座高於3000公尺的大山，為中央山脈南段主脊東側被新武呂溪源頭之一馬斯博爾溪河谷向源侵蝕所切出的斷崖崩壁，位在關山東北側的主脊東坡，在塔關山與關山間形成一系列的崩壁，其中尤以恐龍尖山和鷹子嘴山之間形成大斷崖為奇特之景。此斷崖使該段中央山脈主脊地形極為破碎危險，行走困難，多數登山隊伍會由南橫改走塔關山及支稜的庫哈諾辛山大眾登山步道，避開此斷崖。仍有少數登山隊伍經此大斷崖縱走此段中央山脈主脊，為冒險級路線。

## 文獻
1. ↑   (地图). 國土測繪圖資服務雲 (國土測繪中心). x3306
2. ↑  百岳2.0小組. . 陳遠建  (编). . 台北市: 戶外生活. 2007-08-31: 下冊282–287. ISBN 978-986-6994-39-5.
3. ↑  連鋒宗. .  初版. 台北縣汐止市: 上河文化. 2019-01-02: 214–219 [2007-06]. ISBN 978-986-7342-24-9.
4. ↑   (PDF) (地图) 初版. 1:25000. 玉山國家公園步道導覽圖5A. 戶外生活圖書·繪製. 南投縣水里鄉: 玉山國家公園. I-13·列表. 2017-11.